# Pseudolabrus fuentesi
 Pseudolabrus fuentesi és una espècie de peix de la família dels làbrids i de l'ordre dels perciformes.

## Morfologia
Els mascles poden assolir els 13,5 cm de longitud total.

## Distribució geogràfica
Es troba a l'Illa de Pasqua i a Pitcairn.